# Jörg Grunenberg
Jörg Grunenberg (* 1967 in Kulmbach) ist ein deutscher Chemiker und Hochschullehrer an der TU Braunschweig.

## Leben
Grunenberg studierte Chemie an der Universität Erlangen-Nürnberg, an der er 1993 seinen Diplom-Abschluss erhielt. 1997 promovierte er in Erlangen bei Rainer Herges mit der Dissertation Parametrisierung quantenmechanischer Berechnungen von Molekülschwingungen und war anschließend als Postdoc in Braunschweig tätig (1998–2000). Seine kumulative Habilitationsschrift hatte den Titel Compliance-Konstanten zur Berechnung von Bindungsstärken in der Chemie (TU Braunschweig 2009). 2006 wurde er Privatdozent. Der Titel „außerplanmäßiger Professor“ wurde ihm 2013 von der Technischen Universität Braunschweig verliehen.

## Forschung
Grunenberg beschäftigt sich mit der Simulation und Vorhersage von Molekülen und deren Eigenschaften mit Hilfe von Computern. Dabei steht die Entwicklung von Methoden zur Interpretation der quantenchemischen Rohdaten im Vordergrund. Er ist Herausgeber eines Standardwerkes über Computational Spectroscopy und Mitautor des Computerprogramms COMPLIANCE zur Berechnung mechano-chemischer Eigenschaften. Er interessiert sich für die Entstehung des emergenten Phänomens der Molekülerkennung in der Biochemie und den daran beteiligten schwachen nicht-kovalenten Wechselwirkungen. Für das Studium dieser in der Biochemie wichtigen  nicht-kovalenten schwachen Bindungen entwickelte er die Methode verallgemeinerter Compliance-Matrizen, wobei Compliance-Konstanten (inverse Kraftkonstanten) die Bindungsstärke beschreiben. Zum Beispiel beschrieb er so die Bindungen zwischen den Basenpaaren der DNA. Ein weiterer Schwerpunkt seiner Forschung ist die Ableitung spektroskopischer Eigenschaften von Molekülen mit Hilfe von Computersimulationen. Er setzt sich kritisch mit der Überinterpretationen von numerischen Molekülsimulationen auseinander.
Grunenberg veröffentlicht auch regelmäßig zu allgemeinen Themen der Forschungspolitik. So hat er 2017 in einem Artikel für die Zeitschrift Forschung & Lehre auf die Folgen der Kommerzialisierung des Wissenschaftsbetriebes für die Situation der Universitätsbibliotheken in Deutschland am Beispiel der Preispolitik der American Chemical Society (ACS) aufmerksam gemacht: Nach Grunenberg stellt in der Chemie die ACS (obwohl offiziell eine „non-profit“ Organisation) neben den großen Wissenschaftsverlagen, eine weitere, treibende Kraft der Zeitschriftenkrise dar. Die Mehrjahresverträge für die elektronischen Zugänge enthalten in der Regel sehr hohe, rein profitorientierte Preissteigerungen. Für die TU Braunschweig haben sich die Kosten für den online Zugang der ACS Zeitschriften im Zeitraum von 2012 bis 2017 zum Beispiel von ca. 35.000 auf 72.000 Euro mehr als verdoppelt. Dies scheint nach Grunenberg jedoch kein Einzelfall zu sein. Wie der Direktor der Universitätsbibliothek Harvard, Robert Darnton, berechnet hat, kostete eine Chemie-Zeitschrift 1970 im Schnitt 33 Dollar pro Jahr. Heute liegen die Kosten bei 4.044 Dollar.

## Publikationen

### Bücher
- Computational spectroscopy: methods, experiments and applications. Wiley-VCH, Weinheim 2010, ISBN 978-3-527-32649-5.

### Schriften (Auswahl)
- Jörg Grunenberg: Der interstitiell gebundene Kohlenstoff der Nitrogenase ist deutlich stabiler als bisher angenommen. In: Angewandte Chemie. Band 129, S. 7394–7397, doi:10.1002/ange.201701790, PMC 4902031 (freier Volltext).
- Intrinsische Bindungsstärken von C-C-, Si-Si- und C-Si-Mehrfachbindungen. In: Angewandte Chemie. Band 113, Nr. 21, 2001, S. 4150–4153, doi:10.1002/1521-3757(20011105)113:21<4150::AID-ANGE4150>3.0.CO;2-K.
- Direct Assessment of Interresidue Forces in Watson-Crick Base Pairs Using Theoretical Compliance Constants, J. Am. Chem. Soc., Band 126, 2004, S. 16310–16311
- Efficient Room-Temperature Alkyne Metathesis with Well-Defined Imidazolin-2-iminato Tungsten Alkylidyne Complexes. In: Angewandte Chemie. Band 46, Nr. 46, 2007, S. 8890–8894, doi:10.1002/anie.200703184.
- Anion Binding to Resorcinarene-Based Cavitands: The Importance of C-H⋅⋅⋅Anion Interactions. In: Angewandte Chemie. Band 47, Nr. 4, 2007, S. 788–792, doi:10.1002/anie.200703451.
- mit Kai Brandhorst: How strong is it? The interpretation of force and compliance constants as bond strength descriptors, Chemical Society Reviews, Band 37, 2008, S. 1558–1567
- Quantum chemistry: Quadruply bonded, Nature Chemistry, Band 4, 2012, S. 154/155
- Complexity in molecular recognition, Physical Chemistry Chemical Physics, Band 23, 2011, S. 10136–10146
- Kann man kinetisch labile C-C-Bindungen schon im Grundzustand eines Moleküls erkennen? In: Angewandte Chemie. Band 125, Nr. 40, 2013, S. 10842–10845, doi:10.1002/ange.201303821.
- Effective in silico prediction of new oxazolidinone antibiotics: force field simulations of the antibiotic–ribosome complex supervised by experiment and electronic structure methods. In: Beilstein Journal of Organic Chemistry. Band 12, Nr. 1, 4. März 2016, S. 415–428, doi:10.3762/bjoc.12.45, PMC 4902031 (freier Volltext).
- Vielleicht sogar richtig – aber trotzdem sinnlos: Schlecht definierte Konzepte in der Chemie, Nachrichten aus der Chemie, Band 64, 2016, S. 773–775